# Rasmus Christian Rasmussen (skolemand)
Rasmus Christian Rasmusssen (født 31. marts 1887 i København, død 15. november 1965) var skolemand på Frederiksberg og blev især kendt for sin indsats inden for sløjd.
R.C. Rasmussen var søn af skomager, senere kontorbud og arbejdsmand Mads Christian Rasmussen (1842-1887) fra Skydebjerg og hustru Cecilie Marie, født Olsen (1847- ), Amagertorv 10. Moderen Cecilie var datter af bødker Christen Olsen i Marstal på Ærø, og dér flyttede hun over, da ægtemanden døde på Kommunehospitalet 13. juni, da Christian kun var 2½ md. gammel. Mads blev begravet i Marstal 18. juni, og Christians barndomshjem blev i Kirkestræde 28 sammen med to ældre søstre, Gertrud og Anne. Moderen ernærede sig som detailhandlende. Efter hendes død i høj alder overtog R.C. Rasmussen det gamle vedligeholdelseskrævende hus, som var en ægte udfordring for en sløjdmand, og han blev selv begravet i Marstal 20. november 1965; men hele hans arbejdsliv havde været på Frederiksberg.
R.C. Rasmussen blev først uddannet som skibstømrer, men valgte dernæst at ville være lærer, og i 1914 tog han som 27-årig lærereksamen fra Haslev Seminarium. 1914-15 var han lærer på Holte højere Almenskole. I 1915 blev han vikar på Frederiksberg og 1. april 1918 timelærer ved Skolen på la Cours Vej, hvor han fik fast ansættelse fra 1. juni 1920 som kommunelærer, og han sluttede som viceskoleinspektør.
Han tog uddannelsen til sløjdlærer på Dansk Sløjdlærerskole. Undervisningen bestod dengang i tre sommerferiekurser. Han gjorde et så positivt indtryk på den gamle forstander Aksel Mikkelsen, at han blev hvervet som lærer ved skolen, først timelærer fra 1916 og fra 1920-1950 kursusleder.
Han blev bestyrelsesmedlem i 1923 og var formand for Dansk Sløjdlærerforening 1925-1952 og sad i redaktionen af medlemsbladet »Dansk Skolesløjd« i 25 år, og i over 20 år var han bladets redaktør. Ved sin tilbagetræden i 1952 blev han udnævnt til æresmedlem af foreningen.
La Courvejens Skoles progressive skoleinspektør var dengang G.J. Arvin, den senere grundlægger af Bernadotteskolen og selv uddannet sløjdlærer, og han understøttede innovative forsøg, herunder R.C. Rasmussens indretning af et fritidsværksted i sløjd i 1919. Indholdet var fysiksløjd, og Rasmussen lagde vægt på, at det var for både drenge og piger. På La Courvejens Skole var sløjd obligatorisk i mellemskolen også for piger. Et fritidsværksted var undervisning; ikke fritidshjem. 
Både i sin egenskab af lærer ved Sløjdlærerskolen og som formand for Sløjdlærerforeningen fik R.C. Rasmussen indflydelse på implementeringen af den obligatoriske sløjdundervisning på seminarierne, som blev vedtaget med seminarieloven af 1930, og selv varetog han som timelærer sløjdundervisningen på Frederiksberg Seminarium ved siden af sit øvrige arbejde.
Han ydede en stor indsats ved mange arrangementer, heriblandt også den store 50-års jubilæumsudstilling for Dansk Skolesløjd, som blev vist i Københavns rådhushal i 1935 under stor bevågenhed, og som blev husket og omtalt mange år efter. 
Selv om R.C. Rasmussens første udgangspunkt havde været træsløjd, gjorde han et stort pionerarbejde ved indførelsen af metalsløjd, som i hans tid kom ind på La Courvejens Skole, i første omgang i forbindelse med fysiksløjd på fritidsværkstedet.
På den private front blev han 29. juni 1918 gift med Martha Lauritzen, født 23. april 1888 i Malmø som datter af fabrikant Jens Peter Lauritzen (født 1861 i Rind Sogn ved Herning). Knap en snes år boede de Nyelandsvej 18 og flyttede så til det nærliggende Chr. Richards Vej 9, også i Skt. Lukas Sogn. De havde børnene Anna (f. 1920), Jørgen (f. 1922) og Christian (f. 1924). 